# روجر غيفورد
روجر غيفورد (بالإنجليزية: Roger Gifford)‏ هو مصرفي بريطاني، ولد في 3 أغسطس 1955 في سنت أندروز في المملكة المتحدة.